# Meritxell Benedí Altés
Meritxell Benedí Altés   (Barcelona, 1977) és una política i historiadora feminista catalana. La seva trajectòria s'ha centrat en els àmbits del feminisme, les polítiques d'igualtat i els drets socials.
Es va criar al barri de la Sagrera, en una família que regentava una botiga de sabates, molt coneguda al barri i és la petita de tres germanes.
Es va llicenciar en Història a la Universitat de Barcelona, on va entrar en contacte amb el moviment feminista, d'esquerres i antifeixista i va ser deixeble de la Dra. Mary Nash. Un cop acabada la carrera, va cursar el Màster en Estudis del Món Contemporani per la Universitat de Barcelona i, anys més tard, el Màster en Direcció Pública d'ESADE.
Ha centrat la seva activitat investigadora i professional en els camps dels Feminismes, les Polítiques d'Igualtat i els Drets Socials en diferents organismes i entitats, i col·labora amb diversos mitjans de comunicació especialitzat. Va ser investigadora pre-doctoral del Grup de Recerca Consolidat "Multiculturalisme i Gènere" de la Universitat de Barcelona i posteriorment, va iniciar una etapa professional de directiva pública. Primer com a Coordinadora de Polítiques de Gènere a l'Ajuntament de Barcelona i més tard a la Generalitat de Catalunya on ha estat Directora del Pacte Nacional per a la Immigració; responsable de Projectes Estratègics del Departament de Treball, Afers Socials i Famílies (2016-2017) fins ser cessada per l'aplicació de l'article 155 de la Constitució Espanyola per part del Govern espanyol, Directora General de Serveis Socials, impulsant una ambiciosa reforma del Sistema català de Serveis Socials i la transformació digital de l'atenció primària de serveis socials; i presidenta de l'Institut Català de les Dones.
És militant d'Esquerra Republicana des del 2013. És regidora a l'Ajuntament de Castellterçol des del 2007 i directora del programa de Lideratge Feminista "Dolors Bargalló".
Resideix a Castellterçol (Moianès) des del 2007, i té dues filles.

## Publicacions[calcitació]
- Experiències de gestió de la immigració al Moianès. Modilianum. Revista d’estudis del Moianès. Núm. 48 – 1r semestre de 2013.
- Pacte Nacional per a la Immigració. Un pacte per viure junts i juntes. Revista de Treball Social Núm. 186 - Abril 2009.
- Revista DONA, Associació de Dones Periodistes de Catalunya. Secció “Les dones també hi eren”. Trimestral. 2001-2005.
- Tenir o no identitat o el vel com a provocació. Departament d’Història Contemporània. Universitat de Barcelona. 2003.
- La revolució traicionada: les dones russes als primers anys de la Revolució soviética. En NASH, Mary i TAVERA, Susanna. Las mujeres y las guerras. El papel de las mujeres en las guerras de la Edad Antigua a la Contemporánea. Barcelona: Icaria, 2003.
- Inmigración y ciudad. Barcelona, 1939-2004. Vivre et gérer l'espace urbain au troisième millénaire. Lecce, 2001.